# Tetsuya Abe
Tetsuya Abe (阿部 哲也 Abe Tetsuya?, nacido el 24 de junio de 1983 en Hokkaido) es un exfutbolista japonés. Jugaba de guardameta y su único club fue el Consadole Sapporo de Japón.

## Trayectoria

### Clubes
| Club              | País  | Año         |
| ----------------- | ----- | ----------- |
| Consadole Sapporo | Japón | 2002 - 2006 |